# 蘇瓦政府大樓
蘇瓦政府大樓（英語：Government Buildings），是一座位於斐濟蘇瓦的政府機關，該建築物是斐濟政府行政部門的辦公室。這座装饰风艺术的建築建於1930年代後期，作為當時斐濟殖民地政府的所在地，如今已經成為斐济總統的辦公室、高等法院和多個政府部門的所在地。自2014年以來，它也是斐濟議會的所在地。

## 歷史
蘇瓦政府大樓於1937年奠基，該建築物是由首席殖民地建築師沃爾特·弗雷德里克·赫奇斯（Walter Frederick Hedges）設計，他於1928年至1931年擔任馬來聯邦總建築師，曾經負責計設計包括吉隆坡醫院、亞歷山大宮等建築物的設計，此外，赫奇斯先前也曾擔任黃金海岸殖民地公共工程部的首席建築師，在那裡他設計了威爾士親王學院阿奇莫塔學校，並因此被授予大英帝國勳章(OBE)。
政府大樓於1939年5月由時任斐濟總督哈里·盧克爵士的宣布下正式啟用。從開放之日起，這些建築就是斐濟殖民政府和立法委員會的所在地。斐濟於1970年獨立後，立法委員會成為斐濟議會，並一直保留到1987年的兩起軍事政變。議會隨後搬到了臨時場所，直到1992年新的議會大樓啟用。隨著議會在2006年斐濟軍事政變後暫停，在2014年總統大選後，議會才於與童年回到其在政府大樓繼續辦公。
2013 年，時任首席大法官安東尼·蓋茨（Anthony Gates）受託對政府大樓的法院部分進行了多項翻新，其中包括修復格拉德斯通路（Gladstone Road）上的鐘樓。該鐘由坎布里亞鐘錶公司於1939年建造和組裝。

## 位置
政府大樓位於阿爾伯特公園街對面，以南十字路、格拉德斯通路、瑟斯頓街和維多利亞廣場為界。
大樓前有兩座雕像：
- 塞鲁·埃彭尼萨·萨科鲍雕像
- 拉拉蘇庫納（英语：Lala_Sukuna）爵士雕像

## 圖片

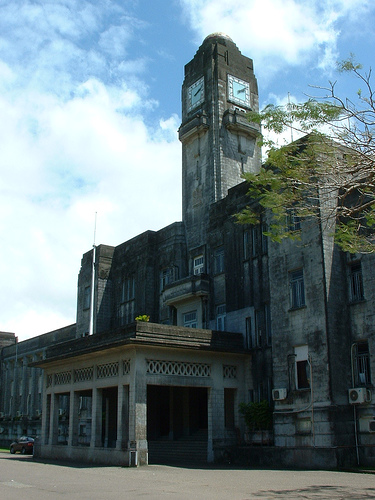
鐘樓，2010年3月
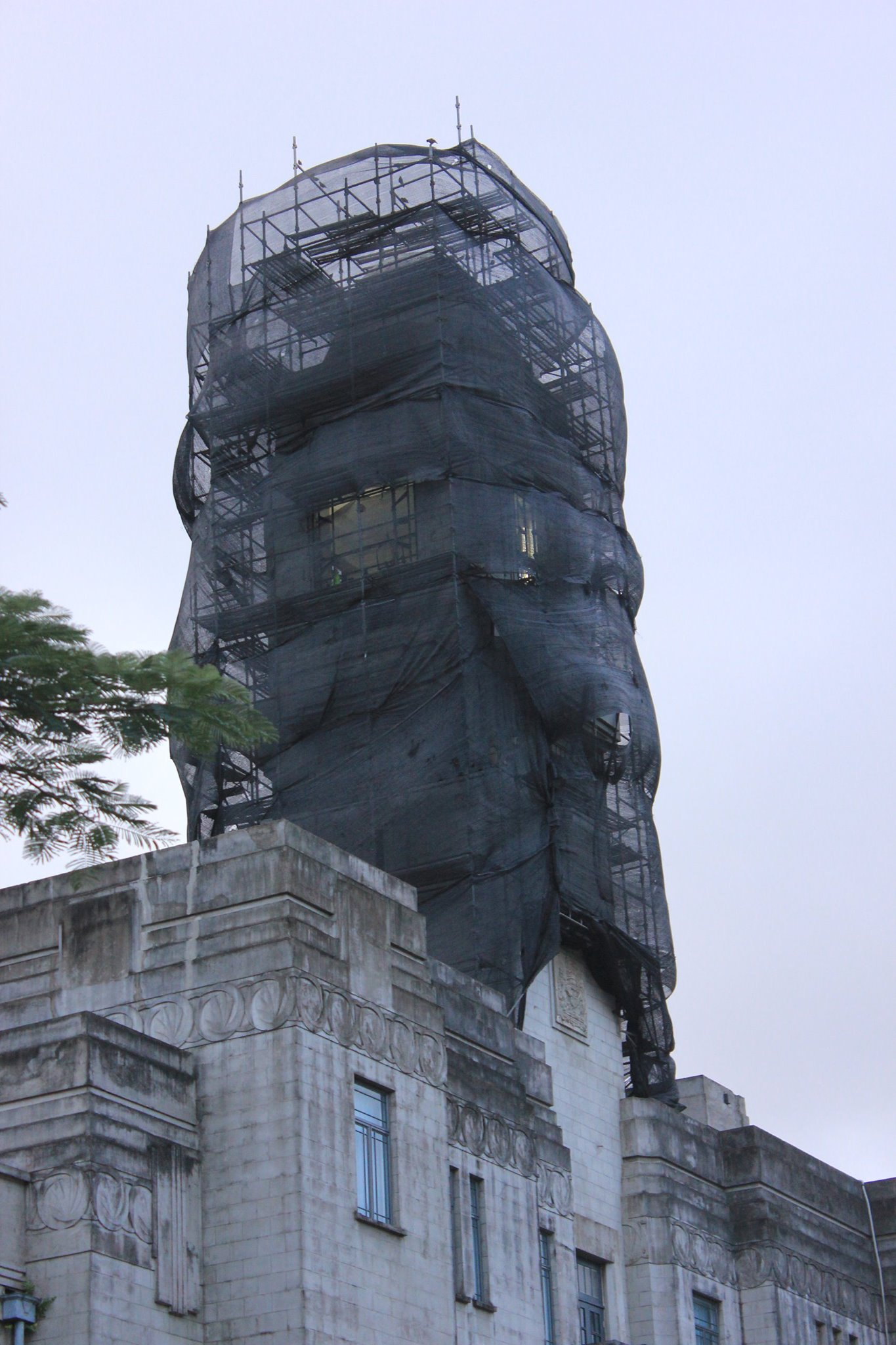
鐘樓包裹在腳手架中進行修復，2014年7月
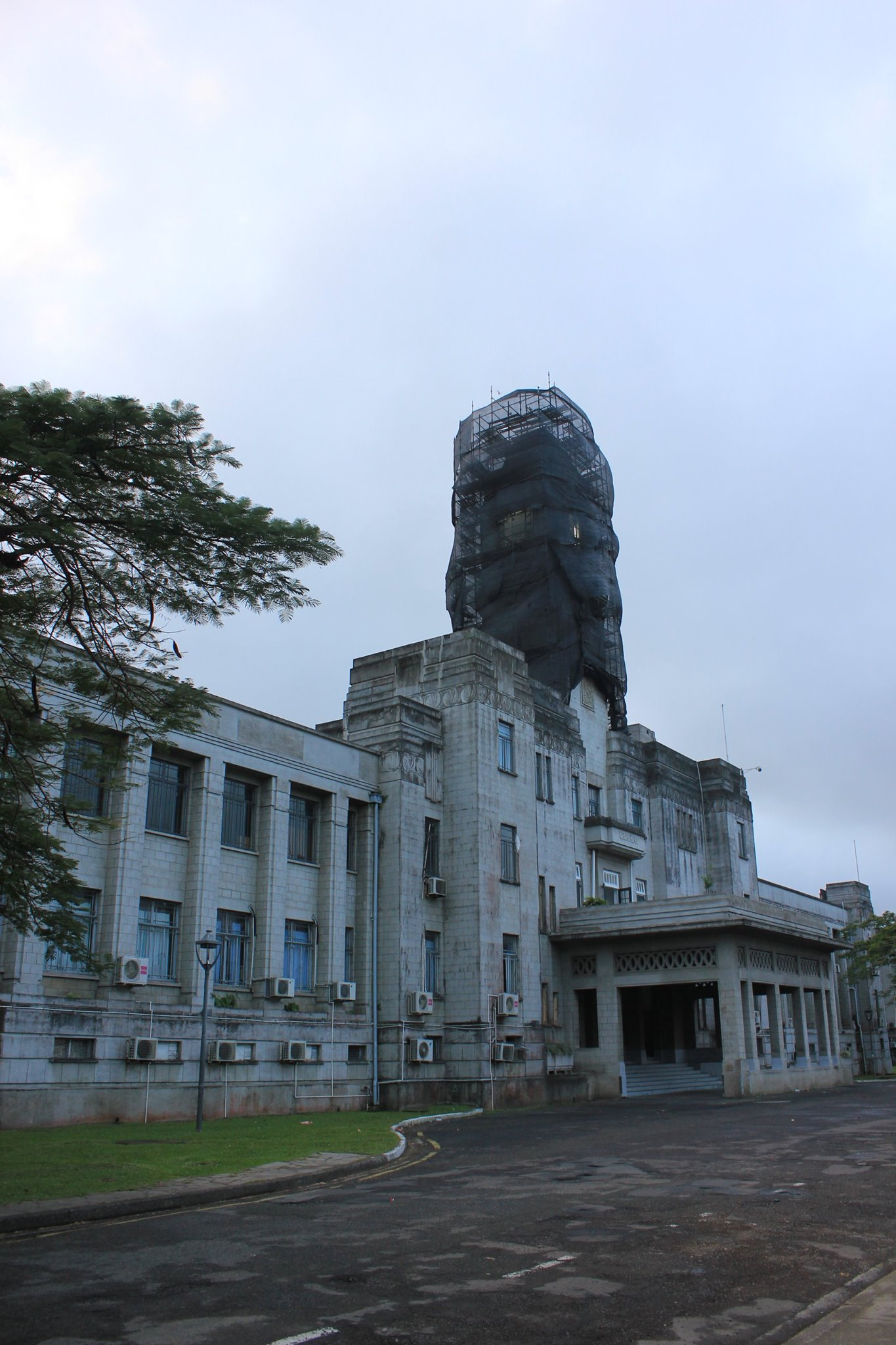
2014年7月
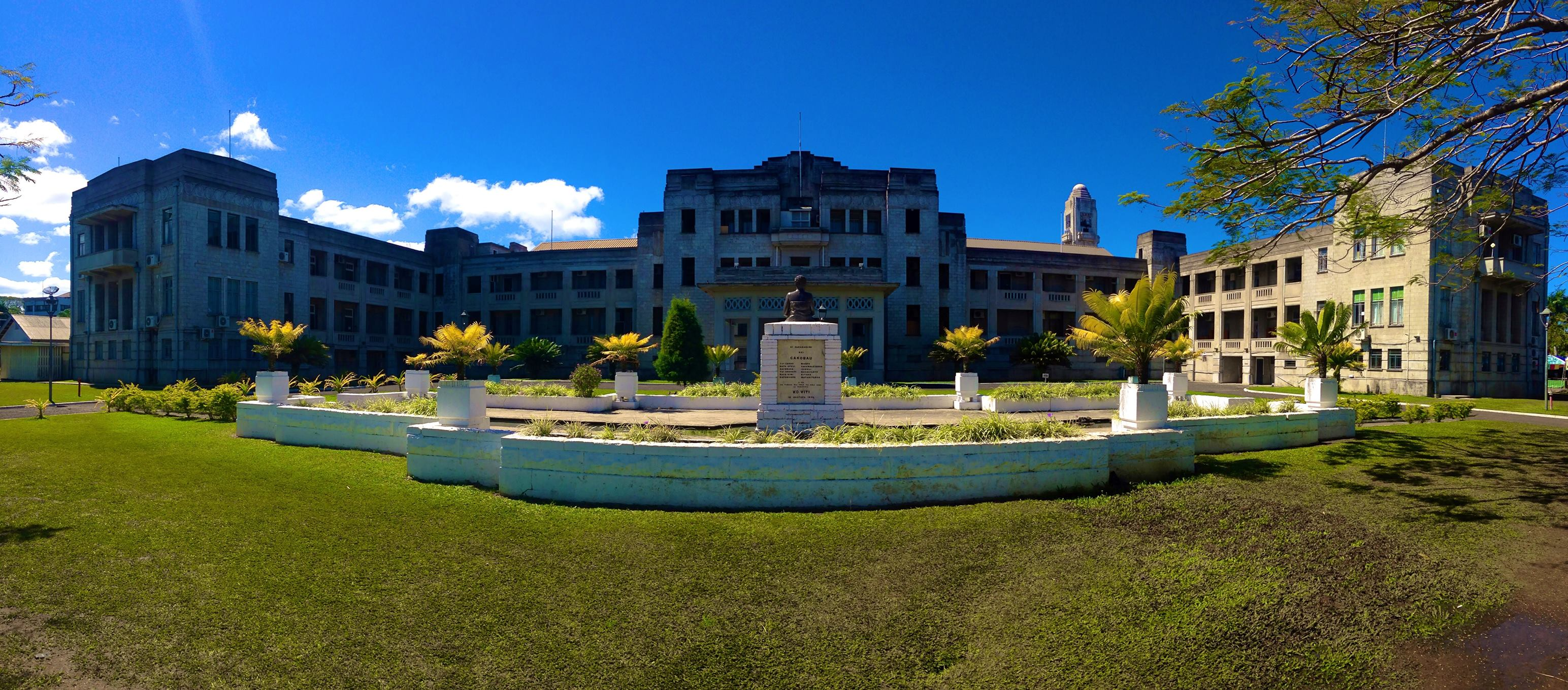
2014年8月
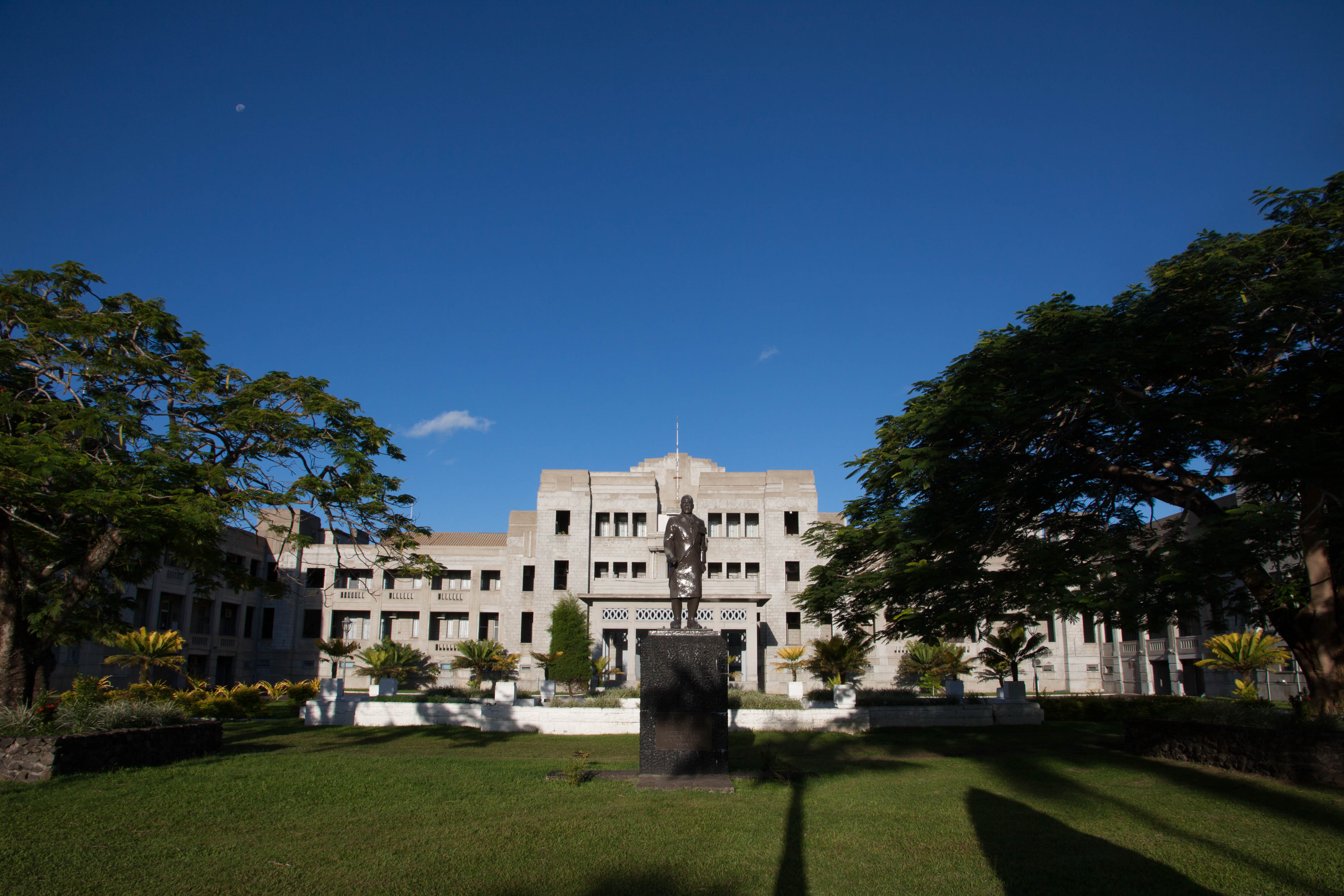
2015年

## 另見
- 蘇瓦州議會大廈